# Episodi di Class of the Titans (seconda stagione)
La seconda stagione di Class of the Titans è composta da 26 episodi, è andata in onda per la prima volta su Teletoon il 17 agosto 2007.
| nº | Titolo originale                | Titolo italiano | Prima TV Canada   | Prima TV Italia |
| -- | ------------------------------- | --------------- | ----------------- | --------------- |
| 1  | Cronus Vanquished               |                 | 5 settembre 2007  |                 |
| 2  | Graes Anatomy                   |                 | 17 agosto 2007    |                 |
| 3  | Star Quality                    |                 | 23 settembre 2007 |                 |
| 4  | Forget Me Not                   |                 | 30 settembre 2007 |                 |
| 5  | Time Enough For Everything      |                 | 7 ottobre 2007    |                 |
| 6  | Pandemonium                     |                 | 9 ottobre 2007    |                 |
| 7  | Nothing To Fear But Fear Itself |                 | 28 ottobre 2007   |                 |
| 8  | Cold Day in Hades               |                 | 4 novembre 2007   |                 |
| 9  | Tantalize This                  |                 | 11 novembre 2007  |                 |
| 10 | Mother Knows Bes                |                 | 18 novembre 2007  |                 |
| 11 | Applet of Discord               |                 | 25 novembre 2007  |                 |
| 12 | Bad Blood                       |                 | 2 dicembre 2007   |                 |
| 13 | Dreamweaver                     |                 | 9 dicembre 2007   |                 |
| 14 | Breathtaking Beauty             |                 | 2 marzo 2008      |                 |
| 15 | Recipe for Disaster             |                 | 6 aprile 2008     |                 |
| 16 | Polyphemus Returns              |                 | 13 aprile 2008    |                 |
| 17 | Cronus 2.0                      |                 | 27 aprile 2008    |                 |
| 18 | The Game Plan                   |                 | 30 dicembre 2007  |                 |
| 19 | Like a Rolling Stone            |                 | 11 maggio 2008    |                 |
| 20 | Cronus Keystroke                |                 | 18 maggio 2008    |                 |
| 21 | Daedalus or Alive               |                 | 25 maggio 2008    |                 |
| 22 | Face Off                        |                 | 1 giugno 2008     |                 |
| 23 | The Deep End                    |                 | 8 giugno 2008     |                 |
| 24 | Golden Boy                      |                 | 15 giugno 2008    |                 |
| 25 | Phantom Rising Part 1           |                 | 22 giugno 2008    |                 |
| 26 | Phantom Rising Part 2           |                 | 22 giugno 2008    |                 |

## Cronus Vanquished
- Scritto da: Richard Clark

Quando Crono viene sconfitto dagli eroi, viene condotto negli Inferi per essere imprigionato di nuovo nel Tartaro. Ma tutto ciò si rivela un piano di Crono per prendere l'elmo dell'oscurità di Ade, privandolo del suo potere sugli inferi e persino di Thanatos, il dio personificatore della morte.

## Graes Anatomy
- Scritto da: Ben Joseph, Franklin Young

Odie individua l'Occhio delle Graie, un  manufatto magico che potrebbe localizzare Crono ovunque vada. Tuttavia, le stesse Graie lo rivogliono indietro.

## Star Quality
- Scritto da: Mark Leiren-Young

Crono evoca Orione dalla sua costellazione nel cielo per usarlo contro Atlanta. Nel frattempo le imprese della squadra vengono riprese dalla telecamera di una fan di Neil che ora vuole sapere tutto di lui.

## Forget Me Not
- Scritto da: Mark Leiren-Young

Persefone decide di condurre una gita nei Campi Elisi, affinché i sette giovani possano conoscere i loro antenati. Durante il tragitto, Crono attacca i predestinati, ma tutti e otto (Crono compreso) cadono nel fiume Lete, le cui acque cancellano la memoria.

## Time Enough For Everything
- Scritto da: Dennis Heaton

Esasperato dal costante abuso del suo tempo da parte della sua squadra, Odie ruba il bracciale del tempo di Zeus, che usa segretamente per localizzare la tavoletta di Prometeo, che contiene la formula usata dal titano per creare o disfare l'umanità. Sfortunatamente, Crono viene a conoscenza della manipolazione del tempo di Odie.

## Pandemonium
- Scritto da: Mark Leiren-Young

Crono riesce ad entrare nel giardino delle Esperidi e ad inquinare l'albero della vita, le cui mele d'oro garantiscono l'immortalità. Atlanta e Archie devono localizzare Pan per sistemare il problema prima che sia troppo tardi. Il problema, però, non sarà facile, specialmente con Ladone, il guardiano del giardino delle Esperidi.

## Nothing To Fear But Fear Itself
- Scritto da: Betty Quan

Dopo aver indossato per scherzo la Maschera di Phobos, Archie ha paura di tutto. Dopo un breve incontro con i prescelti, Crono utilizza il sangue di Atlanta e dei resti d'ossa come parte di un incantesimo che resuscita il re Licaone, il primo lupo mannaro della storia. Quando Licaone inizia a prendere di mira Atlanta, Archie deve superare gli effetti della Maschera di Phobos per salvarla.

## Cold Day in Hades
- Scritto da: John Slama

Mentre lascia gli Inferi per ritornare da sua madre, Persefone si siede su una sedia dell'Oblio che la intrappola su di essa. la madre di Persefone, la dea Demetra, non vedendo la figlia tornare si arrabbia e provoca un inverno mondiale.

## Tantalize This
- Scritto da: Betty Quan

Quando Crono ruba il forziere di Deucalione, spetta alla squadra trovare la chiave prima che lo faccia Crono. Dopo che Atlanta cade in una fossa, incontra Tantalo e lui le lancia una maledizione. Questa maledizione fa sì che Atlanta desideri tutto ciò che non riesce a ottenere, infatti la giovane pensa di poter affrontare lei stessa Crono con l'Egida di Atena. Ma l’armatura stessa prenderà il controllo di Atlanta.

## Mother Knows Bes
- Scritto da: Mark Leiren-Young

Gaia, la dea primordiale della terra e madre di Crono, gli appare in un'antica città e lo aiuta a catturare Zeus, che si trova con gli eroi a una festa a casa della nonna di Herry. Mentre quest'ultimo affronta il lottatore Anteo (inviatogli da Gaia), il resto del gruppo va in soccorso di Zeus.

## Applet of Discord
- Scritto da: Louise Moon

Crono regala un cellulare a Eris, la dea della discordia e del caos, che lo usa per diffondere discordia ovunque compresi gli dei e i sette eroi. Gli eroi dovranno trovare Armonia, dea dell'armonia e della pace, per prendere il controllo della situazione.

## Bad Blood
- Scritto da: Betty Quan

Crono assume Autolico, principe dei ladri e figlio di Hermes, per rubare la freccia di Ercole, imbevuta nel sangue velenoso dell'Idra.

## Dreamweaver
- Scritto da: Michael Lahay, Mark Leiren-Young

Theresa e Morfeo proiettano una visione per intrappolare Crono in cui può vedere la sconfitta degli Dei da parte sua con l'aiuto di un Talismano. La banda ha intenzione di ingannare Crono per intrappolarlo e rimandarlo nel Tartaro.

## Breathtaking Beauty
- Scritto da: Doug Molitor

Odie, stanco dalle prese in giro di Neil, lascia la città, solo per essere intrappolata da una sfinge arrabbiata, che ha intrappolato un'intera città a meno che il suo enigma non venga risolto.

## Recipe for Disaster
- Scritto da: John Slama

Piritoo è tornato dalla morte e cerca vendetta contro Ercole, che lo ha abbandonato negli Inferi. Avvelena l'Ambrosia, il nettare necessario per la vita degli dei.

## Polyphemus Returns
- Scritto da: Brad Birch, Michael Lahay

Crono evoca i fantasmi dei ciclopi Bronte, Sterope e Arge, affinché essi gli costruiscano uno scettro magico che amplifichi i suoi poteri e che tenga testa ai fulmini di Zeus. Scoprendo questo, Polifemo usa l'occhio della tempesta (un gioiello magico che il ciclope usa per migliorare la sua vista) per avvisare Odie e gli altri eroi.

## Cronus 2.0
- Scritto da: John Slama

Odie crea un duplicato androide di Crono. Tuttavia, l'androide diventa più metodico dell'originale e inizia a minacciare i prescelti.

## The Game Plan
- Scritto da: Michael Lahay

Quando Neil viene ingannato da Crono e Zeus viene catturato di conseguenza, i prescelti devono cercare Fortuna, la dea del caso e della fortuna, affinché presti loro la Cornucopia, il cui poter potrà salvare Zeus. Sfortunatamente, padre e figlio giocano a una partita a scacchi che colpisce letteralmente la vita degli eroi.

## Like a Rolling Stone
- Scritto da: Doug Molitor

Crono libera il re Sisifo dalla sua punizione nel Tartaro e gli fornisce un'abilità di metamorfosi che gli permetterà di diventare uno qualsiasi degli eroi in modo che uno di loro possa prendi Sisifo' posto. Gli eroi devono aiutare Thanatos a riconquistare Sisifo.

## Cronus Keystroke
- Scritto da: Betty Quan

Crono libera i Telchini (imprigionati da Poseidone) in cambio della scoperta del segreto della chiave di New Olympia presa da Theresa. I ragazzi devono impedire a Crono di irrompere nella zona degli eroi e impedire ai Telchini di vendicarsi di Poseidone.

## Daedalus or Alive
- Scritto da: John Slama

Quando Odie scopre che alcuni delle invenzioni di Dedalo potrebbero essere ancora nel suo laboratorio, lui, Jay e Herry lasciano i loro studi per andare a dare un'occhiata. Quando scoprono che Dedalo è vivo, rimangono presto intrappolati nel suo labirinto, costringendo Theresa e gli altri ad andare a salvarli.

## Face Off
- Scritto da: Betty Quan

Neil non è più il più bello di tutti quando appare Adone e l'antica rivalità tra Persefone e Afrodite su di lui viene rivisitata. La gelosia nella stanza è così intensa che attira la dea dell'Invidia e lei decide di alzare il livello quando vede Adone diventare cattivo nei confronti di Neil.

## The Deep End
- Scritto da: Betty Quan

Il dio del fiume Scamandro fu sconfitto da Achille millenni fa e ora cerca vendetta attraverso la divinità di Achille. discendente, Archie. Archie deve affrontare la sua paura dell'acqua per salvare se stesso e i suoi amici da un terribile pericolo.

## Golden Boy
- Scritto da: Doug Molitor

Mentre Jay e gli altri eroi si fanno aiutare dal fauno Marsia per tendere una trappola a Crono, Neil viene punito dalla dea Nemesi per il suo egocentrismo concedendogli il tocco di Mida, che presto fa sì che gli eroi si ritrovino in difficoltà.

## Phantom Rising Part 1
- Scritto da: Mark Leiren-Young

Dopo che Theresa ha espresso risentimento verso gli dei per averle tolto la vita normale, un fantasma viola si infiltra nella New Olympia High School e trasforma gli dei mortali uno per uno e privandoli dei poteri. Gli eroi presumono che sia opera di Crono e lo inseguono, solo che Theresa rivela di aver sbloccato il suo sé primordiale e di aver rubato i poteri degli dei per se stessa per impedire agli dei di intromettersi negli affari dei mortali per sempre. Trasforma Crono in un mortale e poi offre ai suoi amici la possibilità di unirsi a lei nell'affrontare Zeus. La rifiutano e lei li lascia intrappolati nella tana di Crono.

## Phantom Rising Part 2
- Scritto da: Mark Leiren-Young

Con il potere degli dei dell'Olimpo al suo comando, Theresa sconfigge Crono e ora è alla ricerca di Zeus. È una battaglia che nemmeno Zeus ha mai affrontato prima e nemmeno la sua forza bruta sembra fermarla, ma forse i suoi amici possono farlo.